# Chiasmocleis hudsoni
Espèce
Synonymes
- Chiasmocleis jimi Caramaschi & Cruz, 2001

Statut de conservation UICN

 LC  : Préoccupation mineure
Chiasmocleis hudsoni est une espèce d'amphibiens de la famille des Microhylidae.

## Répartition
Cette espèce se rencontre au Brésil, au Guyana, en Guyane, au Suriname, dans le sud-est de la Colombie et au Venezuela.

## Taxinomie
Chiasmocleis jimi Caramaschi & Cruz, 2001 a été synonymisé avec Chiasmocleis hudsoni par Peloso, Sturaro, Forlani, Gaucher, Motta & Wheeler en 2014.

## Étymologie
Cette espèce est nommée en l'honneur de C. A. Hudson.

## Publications originales
- Caramaschi & Cruz, 2001 : A new species of Chiasmocleis Mehely, 1904 from Brazilian Amazonia (Amphibia, Anura, Microhylidae). Boletim do Museu Nacional, vol. 469, p. 1-8 (texte intégral).
- Parker, 1940 : Undescribed Anatomical Structures and new Species of Reptiles and Amphibians. Annals and Magazine of Natural History, sér. 11, vol. 5, p. 257-274.